# تپه درمان تپه سی
تپه درمان تپه سی مربوط به دوره اشکانیان - دوره ساسانیان - سده‌های میانه دوران‌های تاریخی پس از اسلام است و در شهرستان خرمدره، بخش مرکز ی، دهستان خرمدره، ۱۰۰۰ متری جنوب غرب روستای نصیرآباد واقع شده و این اثر در تاریخ ۲۶ اسفند ۱۳۸۶ با شمارهٔ ثبت ۲۲۱۹۵ به‌عنوان یکی از آثار ملی ایران به ثبت رسیده است.